# Dagmar Křížková
MUDr. Dagmar Křížková (* 21. prosince 1958 Liberec) je česká psychiatrička, sexuoložka a psychoterapeutka

## Život
V roce 1978, v necelých 20 letech věku, vstoupila do řádu a přijala řeholní jméno Bernadetta. Jako řeholnice postupně rozkryla své homosexuální zaměření a v roce 1991 požádala o dispens od věčných slibů. Krátce po roce 1991 založila se svou partnerkou Elenou Strupkovou a několika přáteli ekumenický křesťanský spolek Logos Praha, jenž si bere za cíl integraci gayů a leseb do společnosti i církví. Působí v Benešově. Cenu bePROUD získala 20. května 2014.